# Le père Noël est-il un rocker ?
Le Père Noël est-il un Rocker ?, anciennement Le Perno Festival, est un festival de musique à vocation sociale. Son but est de redistribuer des jouets à des enfants défavorisés de la métropole lilloise à l'approche des fêtes de fin d'année. Il est créé en 1994 à l'initiative des étudiants de l'École des hautes études commerciales du Nord (EDHEC). Ce sont chaque années plus de 3000 festivaliers pour 1500 cadeaux offerts aux enfants des centres sociaux de la métropole lilloise.

## Historique
En 1994, deux associations de l'EDHEC Business School, Ad'Lib (l'association musicale) et Vive Les Vacances, ! (une association solidaire auprès des enfants) décident de s'unir autour d'un slogan : 1 place achetée = 1 cadeau offert  =  1 enfant heureux.
Initialement organisé dans des bars, le festival s'est depuis lors développé et se déroule à présent dans des salles telles que Le Splendid ou Slalom.

En 2019, le festival a donné sa 25e édition et a changé de nom à cette occasion.
En 2020, en raison de la pandémie de Covid-19, a lieu une version en ligne avec un concert chaque soir du 10 au 13 décembre[pertinence contestée]. En 2021 le festival reprend en physique malgré des demi-finales du Tremplin en ligne. 
En 2022, le festival a repris son cours habituel. 
En 2024, le festival change une nouvelle fois de nom afin de récupérer son nom originel[source secondaire souhaitée]. 

## Déroulement du festival

### Le Tremplin
Depuis 2004, le festival s'est doté d'un système de tremplin pour offrir l'occasion à un groupe de la région de jouer à l'une des soirées aux côtés d'artistes connus.

### Concerts
Le festival propose aux spectateurs un style musical par soirée, avec entre 4 et 5 soirées par édition[source secondaire souhaitée].

### Redistributions
Une fois le festival terminé, les 90 bénévoles trient et emballent tous les cadeaux récoltés. Ils sont ensuite redistribués aux enfants lors de demi-journées festives.
Depuis ses débuts, 40 000 enfants ont bénéficié de ces cadeaux.

## Éditions

### 2024
3-6 décembre
- Soirée pop : Nach, Thomas Guerlet et Spooky
- Soirée rap : ThaHomey, Youri et Him$
- Soirée techno : Dica, Luche et Teokad
- Soirée jazz : Roy Markson et Verb

### 2023
29 novembre - 2 décembre
- Soirée pop : Maxence
- Soirée fusion : Youv Dee
- Soirée techno : Jaëss and the Robots
- Soirée classique : Orchestre universitaire de Lille

### 2022
22-27 novembre
- Soirée pop rock : Vendredi sur Mer
- Soirée rap : Doums
- Soirée décalée: Alkpote
- Soirée classique : Orchestre universitaire de Lille
- Soirée électro : Cherokee

### 2020
10-13 décembre
En ligne, dont par exemple :
- Suzane
- Poupie
- Biga Ranx

### 2019
20-23 novembre
- Soirée pop/rock : Isaac Delusion
- Soirée hip hop : Lord Esperanza
- Soirée reggae : Taïro
- Soirée électro

### 2018
4 000 spectateurs.
- Soirée hip hop : 13 Block
- Soirée reggae : Raggasonic
- Soirée pop/rock : Kazy Lambist ou Cléa Vincent
- Soirée électro

### 2017
- Soirée rock : Fujiya & Miyagi ou Poni Hoax
- Soirée reggae : Biga Ranx
- Soirée hip-hop
- Soirée trip-hop
- Soirée électro

### 2016
22-26 novembre
Programmation complète :
- Soirée rock : General Elektriks, The Animen, Big Junior
- Soirée hip-hop : Roméo Elvis, Scred Connexion, L'Or du commun
- Soirée reggae : Rod Taylor feat Bob Wasa & The Positive Roots Band, Brain Damage, B-Siders
- Soirée électro : Octave One, Mézigue, Mud Deep
- Soirée trip-hop : Cuthead, Wild Wild Wavez, Tape In

### 2015
16-20 novembre 
Programmation complète :
- Soirée rock (Splendid) : Kid Wise, BRNS, Groovanova
- Soirée reggae (L'Aéronef) : Yaniss Odua, Mungo's Hi Fi (en), Equal Brothers
- Soirée hip-hop (Splendid) : JeanJass, Lomepal, La Smala, Feini-X Crew
- Soirée électro (Magazine Club) : Kerri Chandler, Voyeur, Stéphane Ghenacia
- Soirée trip-hop (Splendid) : Thylacine, Al’Tarba et DJ Nix’on, Holy Two

### 2014
18-22 novembre
- Soirée reggae : Vanupié, Kanka, Le Peuple de l'Herbe
- Soirée scène française : Mustang, Zaza Fournier, Aline
- Soirée rock : Jamaica
- Soirée trip-hop : L'Impératrice
- Soirée électro.
- Après-midi classique.

### 2013
5 700 spectateurs.
- Soirée chanson française : Alexis HK, Boulevard des airs
- Soirée dubstep.
- Soirée trip-hop.
- Soirée électro : Feadz, The Toxic Avenger
- Après-midi classique.
- Soirée rock : Colours in the Street, Jil is Lucky, Juveniles
- Soirée reggae : The Skints, Broussaï

### 2012
- Soirée électro : Alex Gopher
- Soirée dubstep.
- Soirée rock : Sporto Kantes, Naive New Beaters
- Soirée reggae : Biga Ranx, Brain Damage, Le Peuple de l'Herbe
- Soirée trip-hop.
- Soirée chanson française : Karpatt, Les Fils de Teuhpu

### 2011
- Soirée hip-hop : Milk Coffee and Sugar, La Rumeur
- Soirée reggae : Lyricson, Kaly Live Dub
- Soirée électro : Les Petits Pilous
- Soirée chanson française : Florent Vintrigner, Les Hurlements d'Léo
- Soirée rock :HushPuppies

### 2010
- Soirée ska / reggae / jazz : Jim Murple Memorial
- Soirée dub : Zenzile, Kanka
- Soirée électro.
- Soirée chanson française : PPFC, Alexis HK
- Soirée scratch.
- Soirée rock : Ladylike Dragons, Absynthe Minded

### 2009
- Soirée d’ouverture : La Ruda, La Caravane Passe
- Soirée métal : Trepalium, Misanthrope
- Soirée chanson française : As de trêfle, Oldelaf et Monsieur D, Barcella
- Soirée dub : Dub Pistols
- Soirée reggae : The Dynamics
- Soirée rock : Uncommonmenfrommars, Skip The Use

### 2008
- Soirée musique du monde : Les Yeux Noirs, Mango Gadzi
- Soirée jazz.
- Soirée reggae : Danakil, Orange Street
- Soirée chanson française : Les Blérots de R.A.V.E.L.
- Soirée hip-hop : DJ Cam
- Soirée rock : The Dodoz
- Soirée dub / électro : Brain Damage, Fumuj

### Autres éditions
Parmi les nombreux artistes s'étant produits pendant le festival, on retrouve (liste non exhaustive) :
- Axel Bauer
- Les Hurlements d'Léo
- Tryo
- Sinsemilia
- Lofofora
- Dub Inc.
- Sébastien Schuller
- Asian Dub Foundation
- Les Wampas
- Burning Heads
- Les Fatals Picards
- Kaolin
- Deportivo
- Mano Solo
- Stuck in the Sound
- Tri Yann
- Marcel et son Orchestre
- Debout sur le Zinc
- Pep's
- General Elektriks
- Scred Connexion

## Festivals similaires
Outre Le Père Noël Est-il Un Rocker ?, d'autres festivals fonctionnent sur le même principe (« 1 jouet neuf = 1 place de concert = 1 enfant heureux »), et notamment :
- Les Rockeurs ont du cœur, qui se déroule à Nantes depuis 1988[9] et à Rennes[10] depuis 1991.
- Des Rockeurs et des valeurs, qui se déroule à Toulouse[source secondaire souhaitée].
- Le Père Noël est un Rockeur, festival qui parcourt la Belgiqu[source secondaire souhaitée]e.
- Le Père Noël est un Rocker, qui se déroule à Puylaurens (81)[source secondaire souhaitée].
- Le Père Noël Rock, qui se déroule à Hénin Beaumont (5e édition en 2014)[source secondaire souhaitée].
- Le Père Noël est un rockeur, qui se déroule à Nancy organisé par des élèves de l'école des Mines de Nancy[source secondaire souhaitée].